# Anke Seegert
Anke Seegert (* 2. Januar 1966 in Salzhausen) ist eine deutsche Landschaftsarchitektin, Hochschullehrerin an der Leibniz-Universität in Hannover sowie seit Januar 2022 als Direktorin Leiterin der Herrenhäuser Gärten.

## Leben
Anke Seegert wuchs in der Lüneburger Heide auf, wo sie bereits als Elfjährige nach einem Kind-gerechten Job in einem Spezialbetrieb ihr Berufsziel Gärtnerin und Landespflege formulierte. Nach ihrem Schulabschluss verkürzte sie die Wartezeit aufgrund eines damals hohen Numerus clausus durch verschiedene praktische Tätigkeiten in Garten- und Landschaftsbau-Betrieben in ganz Deutschland. Anschließend ging sie nach Hannover, studierte an der dortigen Universität, wo sie 1997 ihr Diplom in Landschafts- und Freiraumplanung am Fachbereich Landschaftsarchitektur und Umweltentwicklung ablegte. Als Dr.-Ing. promovierte sie ebenda bei den Professoren Gilbert Lösken und Norbert Schittek zum Thema Wasserbildern auf der Spur. Systematische Untersuchungen an Wasserschleiern und an Wassertreppen.
2004 wurde sie Betriebsleiterin der Herrenhäuser Gärten und übernahm 2008 – unter Gartendirektor Ronald Clark – die Aufgabe der stellvertretenden Leiterin der Herrenhäuser Gärten in der niedersächsischen Landeshauptstadt. Im selben Jahr übernahm sie – bis 2013 – eine Gastprofessur am Institut für Landschaftsarchitektur, Lehrgebiet Pflanzenverwendung der Universität Hannover.
Seit 2013 ist Seegert zudem W3-Professorin für Pflanzenverwendung am Institut für Landschaftsarchitektur der Gottfried Wilhelm Leibniz Universität Hannover.
In den Herrenhäuser Gärten war Seegert als Bereichsleiterin die Chefin von mehr als hundert Gärtnern, zuständig für die Planung und Koordination der Arbeiten in den Gartenanlagen, etwa die saisonal wechselnden Gestaltungen der Beete. Außerdem konzipiert sie botanische Ausstellungen in den Gewächs- und Schauhäusern für das Publikum, für die auch eigene Neuzüchtungen entwickelt werden, etwa Narzissen der Sorte „Kurfürstin Sophie“.
Seit Januar 2022 ist Anke Seegert Direktorin der Herrenhäuser Gärten und Leiterin des Fachbereichs Herrenhäuser Gärten in der Stadtverwaltung Hannover.
Unter dem Autoren-Kürzel as schrieb Anke Seegert im Redaktions-Team des von der Landeshauptstadt Hannover herausgegebenen Blattes Im Garten. Das Magazin der Herrenhäuser Gärten.
In der von dem Rundfunksender Norddeutscher Rundfunk (NDR) ausgestrahlten Fernseh-Sendung Mein Nachmittag vom 31. Mai 2016 erläuterte Seegert beispielsweise den verantwortungsvollen Umgang mit den unter Naturschutz stehenden Juchtenkäfern einerseits und den von diesen befallenen und aus Sicherheitsgründen eigentlich zum Fällen bestimmter Linden andererseits, die ursprünglich als Allee durch den Gartenkünstler Ernst August Charbonnier gesetzt worden waren, dann die im Eigentum der Welfen stehende Zufahrt von der Herrenhäuser Straße zum Welfenmausoleum bildeten und Teil des Gartendenkmals Berggarten sind.
2017 übernahm die Landschaftsarchitektin die Projektleitung für den denkmalgerechten Ab- und Wiederaufbau der ehemals von Georg Ludwig Friedrich Laves errichteten Mauer-Umfriedung des Berggartens. Für die neu aufzubauende  Mauer zwischen dem Bibliothekspavillon an der Herrenhäuser Straße bis zum Betriebshof am Burgweg werden in Abstimmung mit dem Denkmalamt und für geschätzte Gesamtkosten von rund 600.000 Euro in einem Rundofen einer Brennerei bei Stade zunächst „historisch korrekt gebrannte Ziegel“ hergestellt, bevor die Mauer wieder ihre von Laves konzipierte typisch hellgelbe Farbe erhält.

## Schriften
- Wasserbildern auf der Spur. Systematische Untersuchungen an Wasserschleiern und an Wassertreppen, Dissertation vom 6. Dezember 2004 am Fachbereich Landschaftsarchitektur und Umweltentwicklung der Universität Hannover, Hannover 2004; unentgeltliche Online-Ausgabe als PDF-Dokument von der Seite der Technischen Informationsbibliothek (TIB)
- Anke Seegert (Red.) et al.: Der Berggarten. Ein Erlebnis zu jeder Jahreszeit, 1. Auflage, Hrsg.: Landeshauptstadt Hannover, Fachbereich Herrenhäuser Gärten, sowie Freunde der Herrenhäuser Gärten e.V., Hannover: Madsack Medienagentur, 2012, ISBN 978-3-940308-72-6; Inhaltsverzeichnis